# Кітіхата Кадзусіге
Кадзусіге Кітіхата (яп. 桐畑 和繁, нар. 30 червня 1987, Кофу) — японський футболіст, воротар клубу «Касіва Рейсол».
Виступав, зокрема, за клуб «Касіва Рейсол», а також молодіжну збірну Японії.
Чемпіон Японії. 

## Клубна кар'єра
З 2006 року почав залучатися до складу команди «Касіва Рейсол», першу гру за яку провів 2010 року і кольори якої захищає й донині. Здебільшого залишається резервним голкіпером команди.

## Виступи за збірну
Протягом 2006–2007 років залучався до складу молодіжної збірної Японії. У її складі був учасником молодіжного чемпіонату світу 2007 року. На молодіжному рівні зіграв в одному офіційному матчі.

## Титули і досягнення
- Чемпіон Японії (1):

«Касіва Рейсол»: 2011
- Володар Суперкубка Японії (1):

«Касіва Рейсол»: 2012
- Володар Кубка Джей-ліги (1):

«Касіва Рейсол»: 2013
- Володар Кубка Імператора Японії (1):

«Касіва Рейсол»: 2012
- Володар Кубка банку Суруга (1):

«Касіва Рейсол»: 2014